# Stoßton (Litauisch)
In der litauischen Sprache wird mit Stoßton (tvirtapradė, krintančioji oder staiginė priegaidė) einer der beiden Tonakzente für lange Vokale und Diphthonge bezeichnet. Der ihn tragende Laut ist nur zu Beginn betont; danach sinkt die Lautstärke schnell ab.
Die Tonakzente bleiben in der Schrift gewöhnlich unbezeichnet. In Nachschlagewerken wird der Stoßton mit einem Akut ´ gekennzeichnet, der bei Diphthongen auf dem ersten Bestandteil steht. (Ausnahmen von dieser Regel sind im Artikel über das litauische Alphabet im Abschnitt Tonzeichen beschrieben.)
In der Hochsprache ist der Unterschied zwischen den beiden Tonakzenten bei Einzelvokalen kaum hörbar und bereitet auch den Litauern selbst Probleme. Bei Diphthongen hingegen zeichnet sich der Stoßton durch Längung und überdeutliche Aussprache des ersten Bestandteils aus. In den schemaitischen Mundarten wird ein stoßtöniger Vokal oder Diphthong außerdem durch einen Kehlkopfverschlusslaut unterbrochen oder zumindest glottalisiert.
Der zweite Tonakzent der litauischen Hochsprache ist der Schleifton (tvirtagalė, kylančioji oder tęstinė priegaidė).